# Dugald Drummond
Dugald Drummond (1 de enero de 1840 - 8 de noviembre de 1912) fue un ingeniero mecánico británico diseñador de locomotoras de vapor. Desarrolló su carrera con distintas compañías ferroviarias de Gran Bretaña. Era el hermano mayor del también ingeniero Peter Drummond, quien a menudo seguía las ideas de Dugald en su propio trabajo.
Fue un importante diseñador y constructor de locomotoras y muchas de sus máquinas construidas para el Ferrocarril de Londres y del Suroeste continuaron en servicio de línea principal con el Ferrocarril del Sur y llegaron a incorporarse en 1947 a la flota de la recién creada British Rail.

## Carrera
Drummond nació en Ardrossan, Ayrshire, el 1 de enero de 1840. Su padre era inspector permanente de vías del Ferrocarril de Bowling. Fue aprendiz en la compañía Forest & Barr de Glasgow y adquirió más experiencia en Dumbartonshire y en el Ferrocarril de Caledonia. Estuvo a cargo del taller de calderas en los Talleres Canada de Birkenhead a las órdenes de Thomas Brassey, antes de mudarse en 1864 a los Talleres Ferroviarios de Cowlairs propiedad del Ferrocarril de Edimburgo y Glasgow bajo la dirección de Samuel Waite Johnson.
Se convirtió en capataz de montaje en los Talleres de Lochgorm del Ferrocarril Highland en Inverness, dirigidos por William Stroudley y desde allí pasó en 1870 a los Talleres de Brighton del Ferrocarril de Londres, Brighton y la Costa Sur de Stroudley. En 1875, fue nombrado superintendente de locomotoras del Ferrocarril del Norte Británico.

### Desastre del puente del Tay

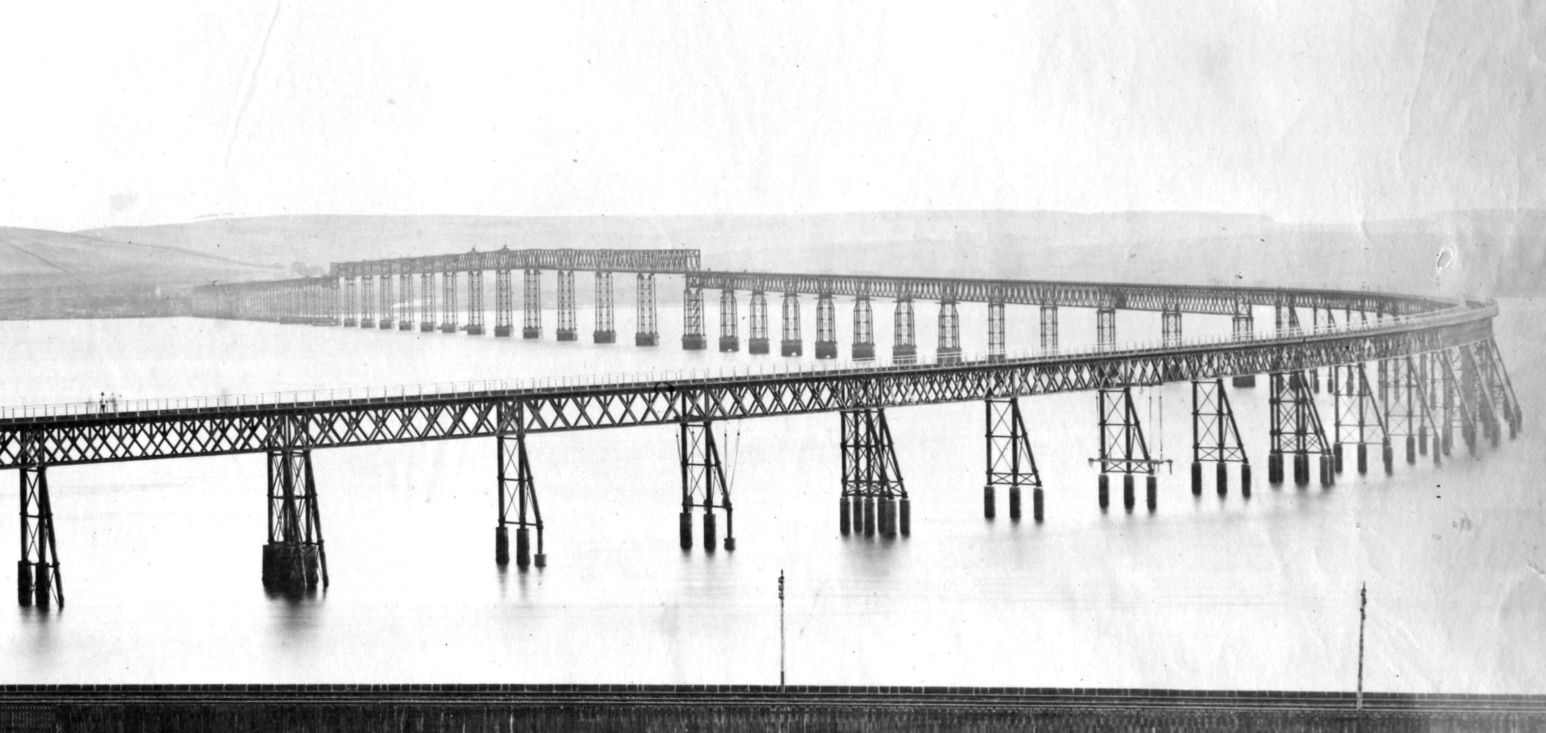
Puente del Tay original visto desde el norte

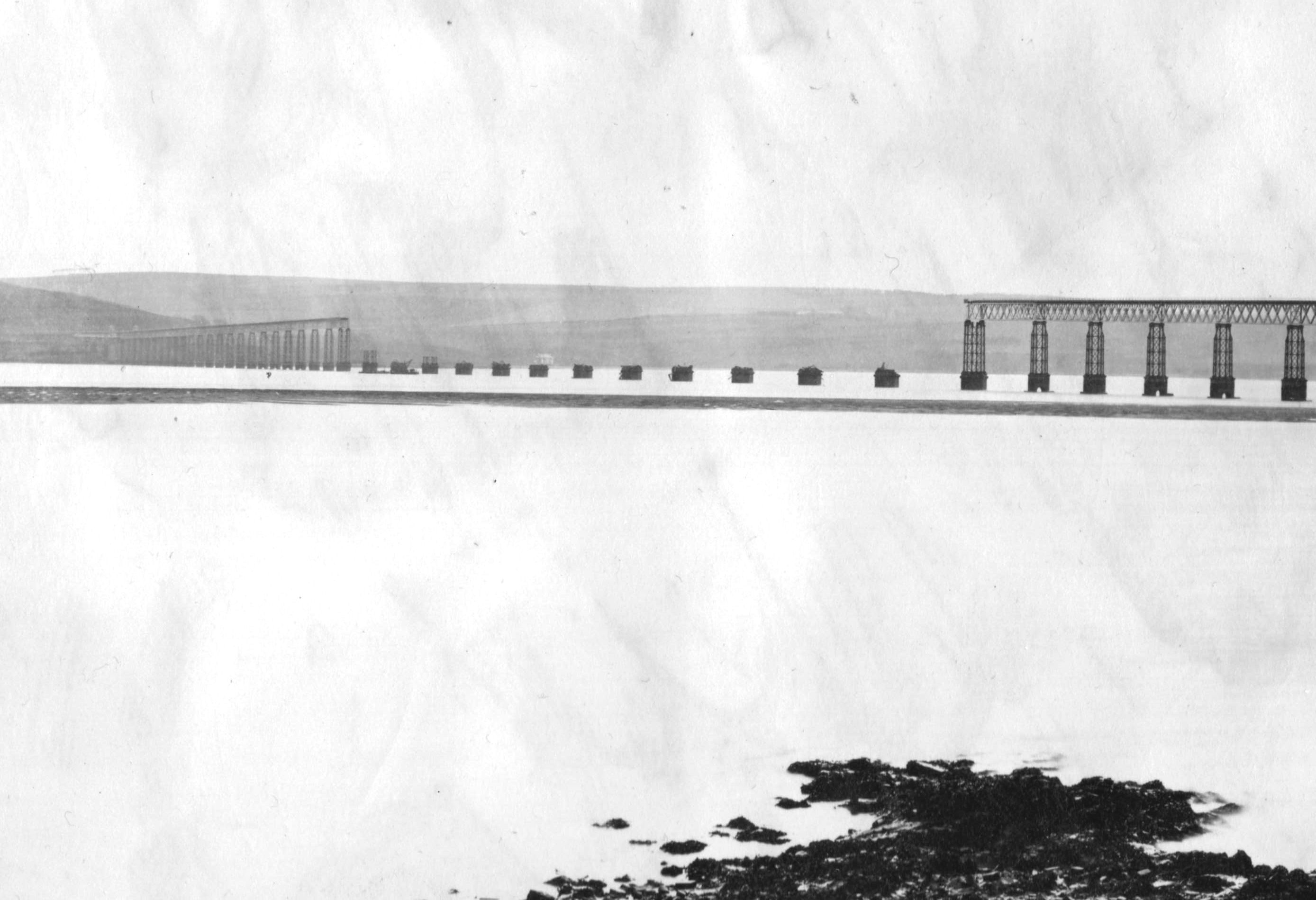
El puente colapsado

Drummond participó como perito judicial en el Desastre del puente del Tay de 1879, siendo llamado a declarar sobre el estado de la vía después del desastre. Aunque la Ladybank, una locomotora 0-4-2 de las diseñadas por Drummond, había sido reservada para trabajar en el tren que se había averiado y fue reemplazada por la no. 224, una 4-4-0 diseñada por Thomas Wheatley, liberando así a Drummond para actuar como testigo independiente. Declaró que todo el tren había caído verticalmente hacia el estuario cuando las celosías altas se derrumbaron, lo que se podía saber por las marcas de impacto que las ruedas habían dejado en las vías. Todos los ejes del tren estaban doblados en una dirección. La evidencia ayudó a refutar la teoría de Thomas Bouch de que el tren había sido descarrilado por la tormenta esa noche.

### Continuación de su carrera

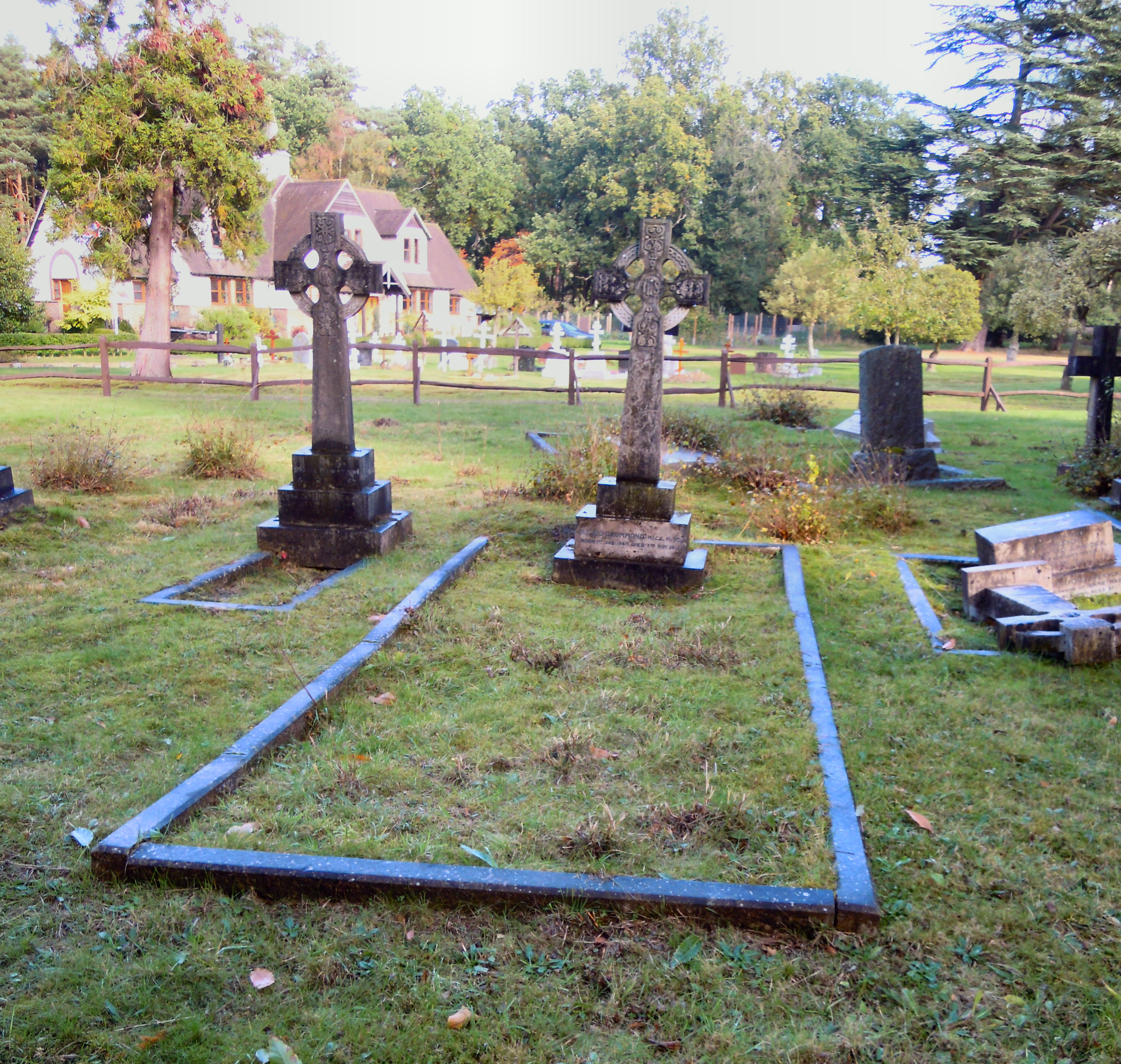
Tumba de Drummond en el Cementerio de Brookwood

En 1882 se trasladó al Ferrocarril de Caledonia. En abril de 1890 presentó su renuncia para fundar los Talleres de locomotoras de Australasia en Sídney, Australia. La empresa fracasó rápidamente y regresó a Escocia, fundando la Compañía de Ingeniería Ferroviaria de Glasgow. Aunque el negocio tuvo un éxito moderado, Drummond aceptó el puesto de ingeniero de locomotoras en el Ferrocarril de Londres y del Suroeste en 1895, con un salario considerablemente inferior al que había recibido en el Ferrocarril de Caledonia. El título de su cargo se cambió a Ingeniero Mecánico Jefe en enero de 1905, aunque sus funciones apenas cambiaron. Permaneció con el LSWR hasta su muerte. Sus locomotoras para este ferrocarril generalmente eran capaces, siempre que no tuvieran más de 8 ruedas. Sin embargo, sus diseños 4-6-0 iban de desastrosos a mediocres. También dotó a muchas de sus máquinas para el LSWR con innovaciones que él mismo había patentado, como los tubos de agua cruzados de la caja de fuego y su secador de vapor de la caja de humos, que solo producía un grado muy pequeño de sobrecalentamiento. Después de su muerte, sus sucesores mejoraron el rendimiento de muchos de sus máquinas equipándolas con sobrecalentadores de tubos de humo convencionales.
Drummond murió el 8 de noviembre de 1912 a los 72 años en su casa de Surbiton. Se ha desarrollado un mito de que murió como resultado de las escaldaduras recibidas por un reposapiés. Sin embargo, C. Hamilton Ellis afirma que se había enfriado y mojado y exigió un baño de mostaza caliente para sus pies entumecidos. Fue escaldado por el agua hirviendo. Descuidó las quemaduras y se le declaró una gangrena, que hacía necesaria la amputación. Rechazó un anestésico y murió del shock. Está enterrado en el Cementerio de Brookwood, que se encuentra junto a la línea principal del LSWR, en una sepultura familiar muy cercana a la antigua terminal del Ferrocarril de la Necrópolis de Londres.

## Familia
La hija de Drummond, Christine Sarah Louise, nació en Brighton en 1871, poco después de la llegada de la familia desde Escocia. Se casó con James Johnson, hijo de Samuel Waite Johnson CME del Ferrocarril de Midland entre 1873 y 1904. Su tercer hijo, nacido en 1905, se llamó Dugald Samuel Waite Johnson en honor a sus dos abuelos.

## Diseños de locomotoras

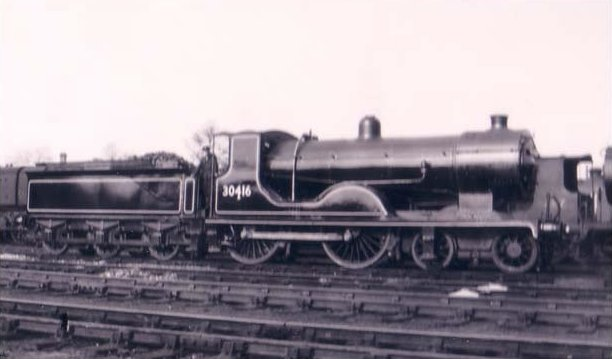
Locomotora 30415 Clase L12 en Eastleigh (1949)

Drummond diseñó las siguientes clases de locomotoras:

### Ferrocarril Británico del Norte
- NBR Clase 165 0-6-0T, posterior Clase LNER J82
- NBR 100 class 0-6-0, posterior Clase LNER J32
- NBR Clase 474 2-2-2
- NBR Clase 476 4-4-0, clases LNER posteriores D27 y D28
- NBR Clase 157 0-4-2T, luego 0-4-4T y luego LNER Clase G8
- NBR Clase 494 4-4-0T, posterior LNER Clase D50
- NBR Clase 34 0-6-0, posterior Clase LNER J34

### Ferrocarril de Caledonia
- CR Clase 294 0-6-0, posterior LMS Clase 2F
- CR Clase 66 4-4-0, posterior LMS Clase 2P
- CR Clase 171 0-4-4T, posterior LMS Clase 1P
- CR Clase 262 0-4-2ST, posterior LMS Clase 0P
- Caledonian Railway Clase 264 0-4-0ST, posterior LMS Clase 0F
- Caledonian Railway 123, 4-2-2, posterior LMS 14010, Clase 1P
- CR Clase 385 0-6-0ST, posterior LMS Clase 3F
- CR Clase 80 4-4-0, posterior LMS Clase 1P
- CR Clase 272 0-6-0ST, posterior LMS Clase 0F

### Ferrocarril de Londres y del Suroeste
- LSWR Clase 700 0-6-0 conocida últimamente como las "Máquinas Negras"
- Locomotoras tipo tanque LSWR Clase M7 0-4-4 conocidas como "Máquinas tanque"
- LSWR Clase T7 4-2-2-0 prototipo "doble sencilla"
- LSWR Clase C8 4-4-0
- LSWR Clase F9 4-2-4T conocidas como "The Bug"
- LSWR Clase T9 4-4-0 conocidas como "Greyhounds"
- LSWR Clase E10 4-2-2-0 "doble sencilla"
- LSWR Clase K10 4-4-0 conocidas como "Small Hoppers"
- Automotor LSWR Clase K11
- LSWR Clase L11 4-4-0 conocidas como "Large Hoppers"
- LSWR Clase S11 4-4-0
- LSWR Clase L12 4-4-0 conocidas como "Bulldogs"
- Automotor LSWR Clase H12
- LSWR Clase F13 4-6-0
- Automotor LSWR Clase H13
- Máquinas tanque LSWR Clase C14 2-2-0 - luego reconstruidas como 0-4-0
- Máquinas tanque LSWR Clase K14 0-4-0 diseñadas por primera vez por Adams como clase B4
- LSWR Clase E14 4-6-0 conocida como "The Turkey"
- LSWR Clase G14 4-6-0
- LSWR Clase P14 4-6-0
- LSWR Clase T14 4-6-0 conocida como "Paddleboxes"
- LSWR Clase D15 4-4-0

## Patentes
- GB189727949, publicada el 15 de octubre de 1898, Mejoras en calderas de locomotoras[4]
- GB189901077, publicada el 2 de diciembre de 1899, Mejoras en aparatos para uso en vagones de ferrocarril[5]